# (189004) Капис
(189004) Капис (лат. Capys) — троянский астероид Юпитера, двигающийся в точке Лагранжа L5, в 60° позади планеты. Астероид был открыт 16 октября 1977 года голландскими астрономами К. Й. ван Хаутеном, И. ван Хаутен-Груневельд и Томом Герельсом в Паломарской обсерватории и назван в честь упомянутого в «Илиаде» Каписа, деда Энея.

Орбита астероида Капис и его положение в Солнечной системе